# Dimitrij Grigorjevič Pavlov
Dimitrij Grigorjevič Pavlov (rusko Дми́трий Григо́рьевич Па́влов), sovjetski general armade in heroj Sovjetske zveze, * 4. november (23. oktober, ruski koledar) 1897, vas Vonjuh, Ruski imperij (danes Pavlovo, Kostromska oblast, Rusija), † 22. julij 1941, neznano.
Pavlov je poveljeval pomembni sovjetski zahodni fronti v prvih dneh nemške invazije na Sovjetsko zvezo v operaciji Barbarossa junija 1941. Ko so bile njegove enote v veliki meri premagane, so ga odstavili s poveljniškega mesta, zaprli, obsodili vojaške nesposobnosti in izdaje ter nato istega leta ustrelili. Pokopali so ga na podmoskovskem poligonu NKVD. Leta 1956 so ga posmrtno rehabilitirali in mu vrnili čin.

## Življenje
Rodil se je v kmečki družini. Bil je veteran 1. svetovne vojne in ruske državljanske vojne. V 1. svetovni vojni se je prostovoljno javil na fronto in dosegel čin unter-oficirja. Leta 1916 je bil ranjen, zajet, po koncu vojne pa izpuščen. V enote Rdeče armade se je vključil leta 1919. Med letoma 1918 in 1920 je bil poveljnik čete, eskadrona in namestnik poveljnika polka. Leta je 1919 postal član VKP(b).
Leta 1922 je končal Višjo konjeniško šolo v Omsku. V letu 1928 je diplomiral
na Vojaški akademiji Frunzeja, leta 1931 pa je končal akademski tečaj pri Vojaško-tehniški akademiji.